# 武汉公共自行车

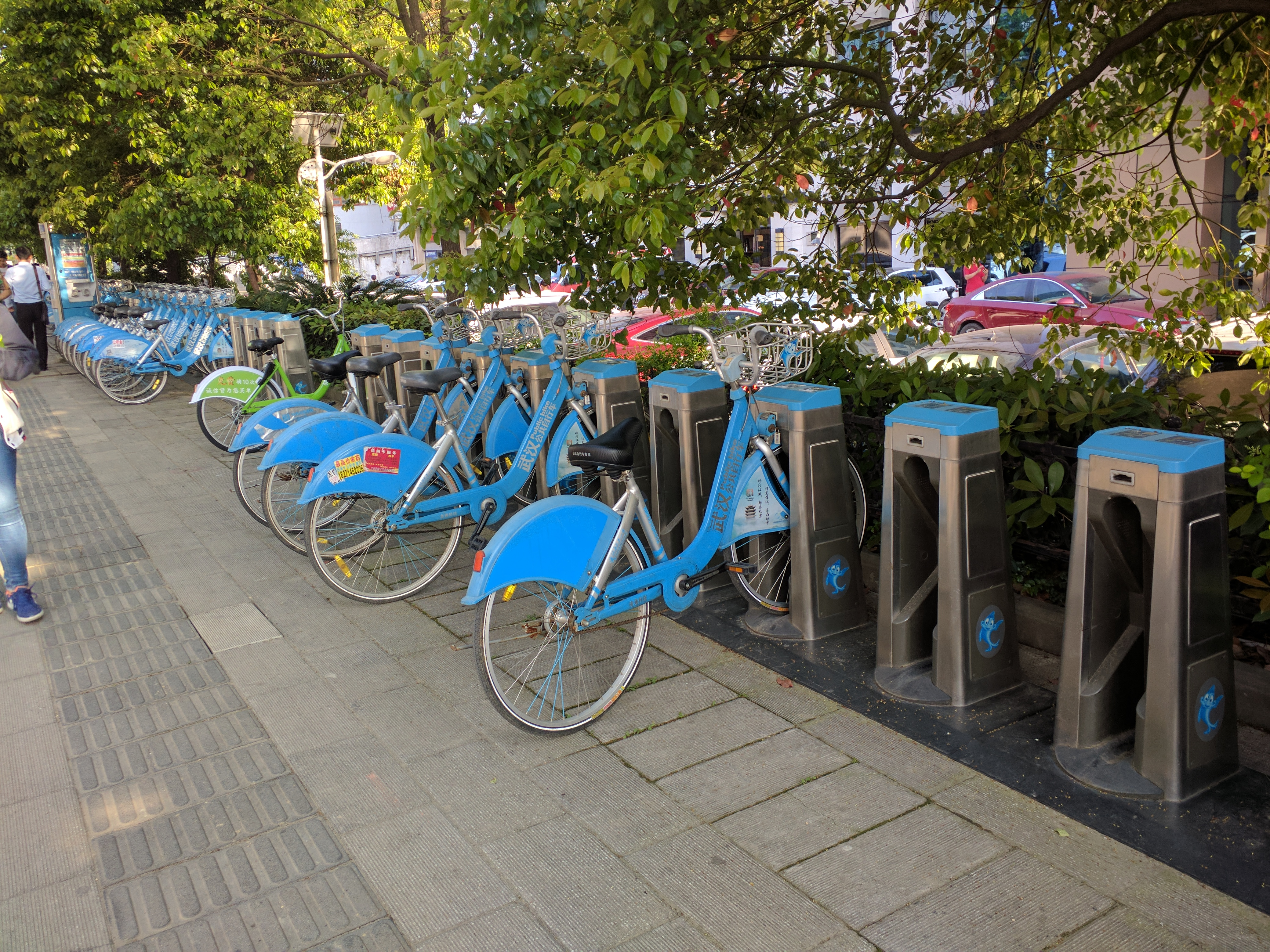
停放在居然之家站（地铁岳家嘴站附近）的公共自行车（蓝色）

武汉公共自行车（昵称“车小蓝”）是在中国湖北省武汉市运营的公共自行车系统。

## 历史
系统始建于2009年，最早由鑫飞达公司运营；现有自行车10万辆，规模全球最大，系统排名世界第3，最高峰时，建有上千个站点，近10万辆自行车，近100万人办理租车卡，满大街都是公共自行车。2014年4月传出系统面临荒废，虽然运营方声称其亏损，但在准备提前结束合同退出武汉的同时，长期拒绝接受审计。曾预计该系统将由武汉公交集团接管。
2015年初，武汉公共自行车由武汉环投公共自行车服务有限公司负责接管。当年4月，武汉公共自行车变为蓝色重出江湖，大家叫它“车小蓝”。自行车收取押金200元，市民骑行一小时内免费使用，超过1小时不足2小时扣费1元，超过2小时不足3小时扣费3元，超过3小时以上，在3元基础上，每增加一小时加收3元，以此类推。
早在共享单车进驻武汉之前，武汉人骑的都是“车小蓝”。武汉公共自行车自2014年4月重出市场以来一直快速发展，进小区、进社区，方便了市民“最后一公里”出行，“车小蓝”一度成为流动的风景线，这种状况，因共享单车的突然而至打破了。2016年12月底，摩拜单车宣布进军武汉，翌年春节期间，各种共享单车在武汉展开角逐。根据武汉公开发布的数据显示，各家公司在武汉已经投入约70万辆共享单车，骑“车小蓝”的市民渐渐变少。共享单车“随借随还”的优势，正是“站点还车”的“车小蓝”的劣势。
2017年8月28日起，环投公司开始退还用户押金，同时新用户也无需缴纳200元押金。
2017年11月25日零时起，武汉公共自行车停止运营。